# Sunet de legătură
În fonetică, în morfologie și în lexicologie, un sunet de legătură este un element de cuvânt care leagă între ele două morfeme. Poate lega o rădăcină de un afix sau două afixe între ele, participând astfel la declinare, conjugare și derivare, ori două cuvinte, astfel jucând un rol în compunere. Este controversată natura acestui element. Unii lingviști îl consideră morfem și îl introduc printre afixe cu numele de „interfix”. Alții resping această părere, văzând în sunetul de legătură un element asemantic. Sunt și sunete de legătură care interconectează fonetic două cuvinte independente, de exemplu în limba franceză.

## În cuvinte compuse
În limbile romanice este prezentă vocala de legătură -o- între elementele unor cuvinte compuse, mai ales în limbajele de specialitate. Exemple în franceză și în română sunt latino-américain „latino-american”, gallo-romain „galo-roman”, franco-suisse „franco-elvețian”, cocaïnomane „cocainoman”. Acest -o- este considerat de Grevisse 2007 uneori sufix, alteori „un fel de marcă a compunerii”. O altă vocală de acest fel este -i-, de exemplu în insecticide „insecticid” sau în cancérigène „cancerigen”. Cel din urmă este concurat în franceză de cancérogène.
Compunerea cu -o- se găsește și în limbi slave, de pildă în cele din diasistemul slav de centru-sud. Barić 1997 o numește și interfix, și o consideră cu conținut gramatical, analizând un cuvânt ca hr  romanopisac „scriitor de romane”. După părerea sa, aici -o- înlocuiește desinența de genitiv -a din sintagma pisac romana „scriitorul romanului” căreia, înainte de a deveni cuvânt compus, i s-a schimbat topica în romana pisac. Mai rar, -e- este de asemenea vocală de legătură, bunăoară în sr  očevidan „evident” (< oči „ochi” + vidan „vizibil”). Klajn 2005 numește aceste vocale mărci ale relației dintre componente.
Și în limbi germanice există sunet de legătură în unele cuvinte compuse. În germană acesta este consoana -s-, la origine desinență a genitivului, de exemplu în Tageslicht „lumină de zi”.

## Între rădăcină și un sufix, sau între sufixe
În unele limbi, cum sunt cele romanice, sunetul de legătură înaintea unui afix este mult mai puțin frecvent decât în limba maghiară, de pildă. Articolul este o parte de vorbire aparte, dar în română, cel hotărât enclitic se comportă ca un sufix. Forma sa -l de masculin și neutru singular se leagă de cuvântul articulat cu vocala de legătură -u- [u], dacă cuvântul se termină în consoană (caz foarte frecvent), sau în unele vocale (cazuri rare). Exemple: scaunul, radioul, tabuul, piureul. Și înaintea articolului hotărât feminin singular -a există -u- de legătură, dar semivocalic ([w]), în rarele cuvinte terminate în [a] accentuat, ex. cafeaua.
În limba spaniolă există consoana de legătură -c- [s] înaintea sufixului diminutiv -ito, dar nu în mod sistematic: avión > avioncito „avionaș”, dar reloj „ceas” > relojito „cesuleț”. Și în română există un asemenea element, dar format nu dintr-un sunet, ci din două. Se află tot înaintea unui sufix diminutiv, -iță, și tot nesistematic, de pildă în frunzuliță, dar nu și în grădiniță.
În maghiară, sufixele cu sunet de legătură sunt relativ multe. Poate fi numai o vocală și se află înaintea sufixelor care încep cu consoană, fie gramaticale, fie lexicale, mai ales înaintea unui element de cuvânt care se termină în consoană sau, uneori, în vocală. Altă trăsătură a vocalelor de legătură este că se armonizează cu vocala/vocalele din elementele precedente ale cuvântului, în conformitate cu regulile armoniei vocalice în maghiară. De exemplu, unul din sufixele de formare a adverbelor, -n, se adaugă fără vocală de legătură la adjectivele terminate în vocalele -a și -e, cu schimbarea acestora (tiszta > tisztán „curat”, gyenge > gyengén „slab”) și cu vocalele de legătură -a-, -e- sau -o- la cele în consoană sau în alte vocale: gyors „rapid” → gyorsan „repede”, érthető → érthetően „inteligibil”, szabad → szabadon „liber”. Ca alt exemplu, desinența cazului acuzativ, -t, se adaugă fără vocală de legătură la rădăcinile sau temele care se termină în vocală sau în unele consoane (nominativ hajó „vapor” → acuzativ hajót, asztal „masă” → asztalt), cu vocalele de legătură -e-, -o- sau -ö- la rădăcinile/temele în celelalte consoane sau în două consoane (voks „vot” → voksot, szék „scaun” → széket, ökör „bou” → ökröt), și excepțional cu vocala de legătură -a- (hal „pește” → halat).
Uneori, vocala de legătură este facultativă, de pildă înaintea desinenței de persoana a II-a plural a indicativului prezent a unor verbe: mondotok sau mondtok „(voi) spuneți”.

## Între cuvinte independente
Sunetul de legătură între cuvinte independente este bine reprezentat în franceză prin fenomenul numit liaison „legătură”. Acest sunet poate fi numai o consoană, și legătura are loc numai dacă cuvântul următor începe cu vocală, astfel formându-se un așa-numit cuvânt fonetic. Consoana în cauză există aproape totdeauna în scris la sfârșit de cuvânt, dar nu este pronunțată în afara cazurilor de legătură. În ordinea descrescătoare a frecvenței sale poate fi [z] (srisă z, s sau x), [t] (t sau d), [n] (n), [ʁ] (r) sau [p] (p). Există cazuri de legătură absolut obligatorie, teoretic obligatorie și facultativă.
Este absolut obligatorie, deci se face legătura în toate registrele de limbă, în următoarele cazuri:
- după un determinant abstract, dacă acesta se termină în scris în s, x, t sau n: des◡enfants „niște copii”, les◡enfants „copiii”, ces◡oiseaux „acești copii”, mes◡amis „prietenii mei”, deux◡ans „doi ani”, quelques◡amis „câțiva prieteni”, tout◡un◡an „un an întreg”;
- după cuvântul en prepoziție sau pronume adverbial: en◡Espagne „în Spania”, tu en◡achètes „cumperi așa ceva/din aceasta”;
- după pronumele personale terminate în s sau n: vous◡êtes „sunteți”, on◡en◡a „avem (așa ceva/din aceasta)”;
- după verbele terminate în z, s, t sau d, în construcțiile cu topica verb + pronume: prenez-en ! „luați (din aceasta)!” vas-y ! „du-te (acolo)!”, chantent-elles ?[18] „cântă ele?”, répond-il ? „răspunde el?”;

În mod analog cu ultimul caz, se face legătura prin [t], scris cu acest scop t, dacă verbul se termină în vocală pronunțată sau numai scrisă, la persoana a III-a singular: va-t-il ? „merge el?”, chante-t-elle ? „cântă ea?”
Teoretic este obligatorie, dar cu cât registrul de limbă este mai spontan, cu atât mai mult poate lipsi legătura:
- după prepozițiile monosilabice terminate în z sau s: chez◡eux „la ei”, sans◡argent „fără bani”;
- după adverbul plus în formarea gradelor de comparație și după très „foarte”: plus◡efficace „mai eficace”, très◡important „foarte important”;
- în construcții atribut adjectival terminat în t sau d + substantiv: un petit◡effort „un mic efort”, un grand◡arbre „un copac mare”;
- după conjuncția quand: quand◡il vient „când vine (el)”.

Legătura facultativă este una care poate lipsi fără ca vorbirea să se abată de la normele limbii standard, dar și lipsa sau prezența ei depinde de registrul de limbă, adică este cu atât mai frecventă, cu cât contextul situațional este mai formal.
Nu este obligatorie, dar se poate face legătura:
- după verbul „a fi” auxiliar: je suis◡arrivé „(eu) am sosit”, il est◡arrivé „(el) a sosit”;
- după verbul être copulativ: je suis◡étonné „sunt mirat”, c’est◡amusant „este amuzant”;
- după verbul avoir auxiliar, când se termină în s: j’avais◡écouté „ascultasem”;
- după verbul avoir auxiliar, când se termină în t, dacă nu are înaintea sa pronumele t’: ils ont◡entendu „(ei) au auzit”, dar ils t’ont // entendu „(ei) te-au auzit”;
- după așa-numitele verbe semiauxiliare: il doit◡arriver „trebuie să sosească”, je vais◡écouter „o să ascult”, ils vont◡observer „(ei) o să observe”;
- după conjuncția mais „dar”: Mais◡il est impossible de prédire quand on fait la liaison après mais. „Dar este imposibil de prezis când se face legătura după mais”.
- în construcții atribut adjectival terminat în r + substantiv devenite mai mult sau mai puțin fixe: au premier◡étage „la etajul întâi” (legătură foarte frecventă), un léger◡incident „un ușor incident” (legătură mai puțin frecventă decât precedenta).

R de legătură există și în unele din acele varietăți ale limbii engleze în care nu se pronunță r la sfârșitul cuvintelor folosite singure sau înaintea unui cuvânt cu consoană inițială, de exemplu after [ˈɑːftə] „după (aceea)” vs. after it [ˈɑːftərɪt] „după aceasta”, winter [ˈwɪntə] „iarnă” vs. Winter Olympics [ˈwɪntər əˈlɪmpɪks] „olimpiadă de iarnă”.